# První lidé na Měsíci
První lidé na Měsíci (anglicky The First Men on the Moon) je vědeckofantastický román, který napsal v roce 1901 anglický spisovatel Herbert George Wells.
Román vypráví ústy pana Bedforda příběh vynálezce dr. Cavora a jeho letu na Měsíc.

## Děj
Cavor je autorem vynálezu - kovu pohlcujícího gravitaci, který nazývá cavoritem. Pomocí tohoto vynálezu si Cavor postaví malou kosmickou loď a spolu s vypravěčem podnikne výpravu na Měsíc. Zjišťuje, že Měsíc je v podzemí obydlen podivnými hmyzími obyvateli (nazývanými Selenité). Jejich společnost je uspořádáním podobná mraveništi zkříženému s industriální společností. Hrdinové románu jsou zajati, ale vypravěči se daří uniknout zpět na Zemi. O zbytku Cavorova příběhu se pak dozvídá jen ze zpráv, které Cavor vysílá na Zemi.
Cavor se setká s vládcem Selenitů a neúmyslně mu vylíčí lidi jako dravou rasu užívající si válek. Selenité proto kontakt se Zemí přeruší, zrovna když se Cavor rozhodne odvysílat návod k výrobě cavoritu.
Podle pohledu vypravěče je Cavor naivní a nepraktický člověk. Bedfordův pohled se ale nemusí shodovat s pohledem H. G. Wellse. Z některých zmínek v knize je možné usoudit, že Cavor - přinejmenším podvědomě - chtěl Selenity před lidmi chránit. To by odpovídalo názorům, které Wells později vyslovil otevřeně v předmluvě k Válce světů, když přirovnal marťanskou invazi na Zemi ke koloniálním invazím v 19. století.

## Filmové adaptace
- Roku 1902 natočil francouzský režisér Georges Méliès němý film Cesta na Měsíc (Le Voyage dans la Lune) v délce trvání cca šestnácti minut. Úvodní část je inspirována románem Julese Vernea Ze Země na Měsíc, na rozdíl od této knihy však hlavní hrdinové na Měsíci přistanou a prožijí zde další dobrodružství založená na knize Herberta George Wellse.
- The First Men in the Moon, Spojené království, 1919, němý film, režie Bruce Gordon a J. L. V. Leigh,
- The First Men in the Moon, Spojené království, 1964, režie Nathan Juran.

## Česká vydání
- První lidé na měsíci, Jan Otto, Praha 1908, přeložil F. B. Dostupné online.
- První lidé na měsíci, Otakar Štorch-Marien, Praha 1927, přeložila Lída Zemanová,
- První lidé na Měsíci, SNKLU, Praha 1964, přeložila Dagmar Knittlová, ilustrace Adolf Hoffmeister.